# 대서양 헌장
대서양헌장(大西洋憲章, Atlantic Charter)은 제2차 세계 대전 중인 1941년 윈스턴 처칠(영국 수상)과 루스벨트(미국 대통령)가 대서양에서 회담, 전후의 세계 질서에 대하여 14개조의 평화조항으로 된 구상을 발표하였다. 미국이 파시즘에 대항하는 민주 세력의 일원으로서의 책임을 다하려는 임무와 결의를 표명한 것이며, 소련을 위시한 33개 국가가 승인했다. 이 내용은 전후에 성립한 유엔의 원칙이 되었다.

대서양헌장의 내용은 다음과 같다.
미국의 대통령과 영국 정부를 대표하는 처칠 수상은 회담한 결과, 그들이 바람직한 세계의 미래를 위해 그들의 희망에 근거하여 양국 정부의 국가 정책 중에서 확실한 공통의 원칙들을 공표하는 것을 옳다고 생각하여 다음과 같이 선언한다.
첫째, 양국은 영토나 기타 어떤 세력 확장도 추구하지 않는다.
둘째, 양국은 국민들의 자유롭게 표현된 소망에 어긋나는 어떠한 영토적 변화도 원치 않는다.
셋째, 양국은 모든 국민이 그 속에서 영위할 정부 형태를 선택할 권리를 존중한다. 또 양국은 강압적으로 빼앗겼던 주권과 자치 정부를 인민들이 다시 찾기를 원한다.
넷째, 양국은 기성의 의무 조항을 존중하면서 크건 작건, 승전국이든 패전국이든 간에, 모든 국가들에 있어 동등한 조건으로 기쁨을 증진시키기 위해 그들의 경제적 번영에 필요한 무역과 세계의 원자재에 접근할 수 있는 권리를 향유할 수 있도록 노력한다.
다섯째, 양국은 모든 국가들을 위해 개선된 근로 기준, 경제적 발전 및 사회적 안전을 확보하기 위해, 경제 분야에서 모든 국가들 사이에 적극적 협력이 있기를 희망한다.
여섯째, 양국은 나치 폭정이 완전히 멸망한 후에는, 모든 국가들에게 자기들 국경 내에서 안전하게 살 수 있는 수단을 제공해 주고, 또 전 세계의 국민들에게 공포와 궁핍에서 벗어나 자유 속에서 일생을 살 수 있게 해 줄 평화가 확립되기를 희망한다.
일곱째, 그와 같은 평화는 모든 사람들이 구속을 받음이 없이 공해와 대양을 항해할 수 있게 해야 한다.
여덟째, 양국은 세계의 모든 국가들이 종교적인 이유뿐만 아니라 현실적 이유 때문에 폭력의 사용을 포기해야 한다고 믿는다. 만일 자국국경 밖으로 침략을 자행하려 하거나 자행할 수 있는 모든 국가들이 육·해·공군의 군비를 계속 사용한다면, 장래의 평화는 유지될 수 없기 때문에, 양국은 광범하고 영구적이고 전반적인 안보 체제가 확립될 때까지 이러한 국가의 군축은 필수적이라고 믿고 있다. 양국은 이와 마찬가지로 모든 평화 애호 국민들을 위해서 힘겨운 군비의 부담을 덜어줄 기타 모든 실천 가능한 조치들을 지원하고 권장할 것이다.
프랭클린 루스벨트
윈스턴 S. 처 칠

## 같이 보기
- 연합국 (제2차 세계 대전)
- 제2차 세계 대전의 외교사
- 14개조 평화 원칙
- 유엔의 역사
- 미국-영국 관계